# 昼寝

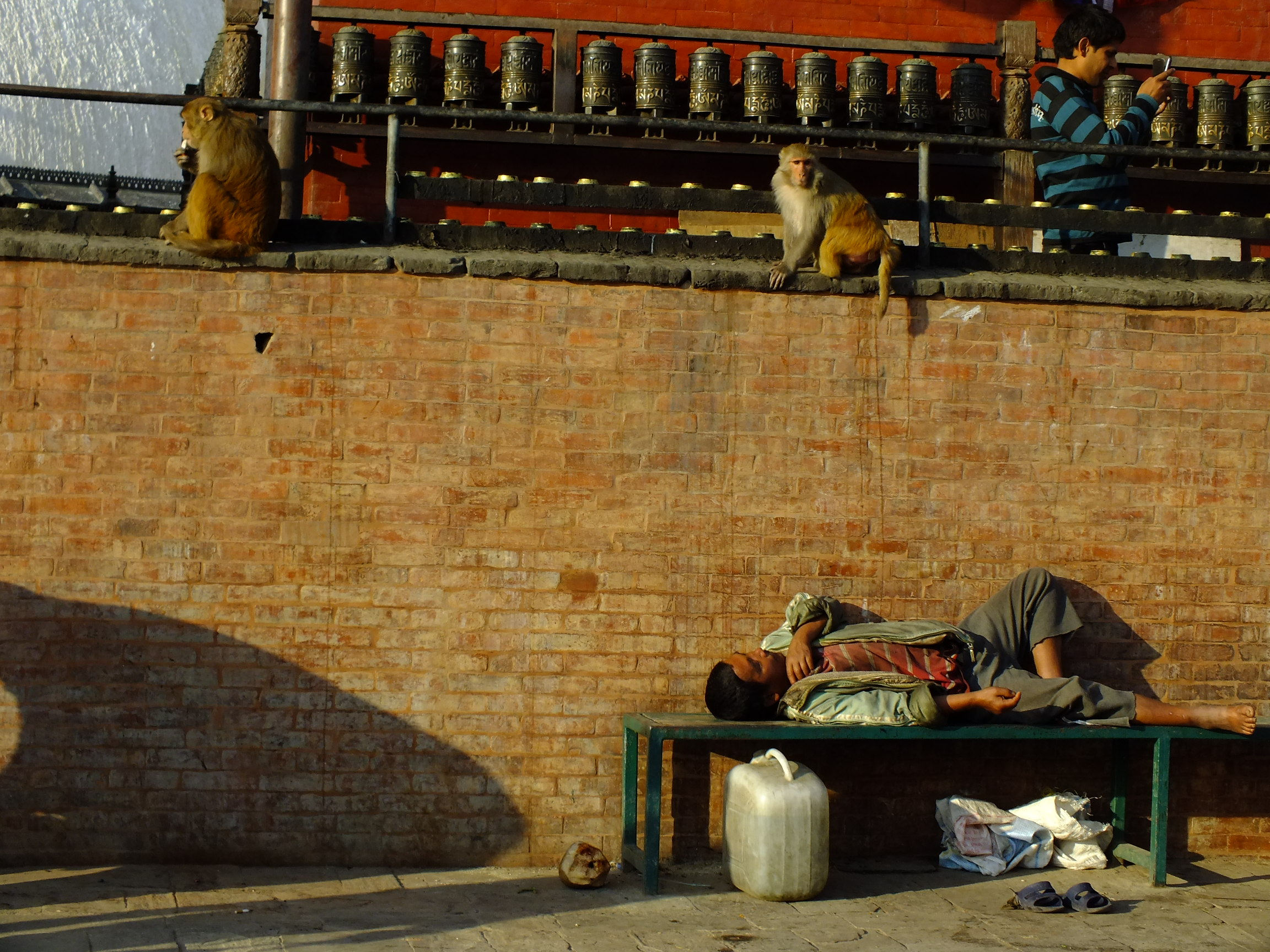
寺院境内で昼寝をするネパール人（ネパール・スワヤンブナート）にて

昼寝（ひるね）は、昼食後など昼間における仮眠のことである。午睡（ごすい）ともいい、南欧ではシエスタとも呼ばれている。
10 - 30分の仮眠が脳を活性化するという研究結果が出ている。しかし、それ以上の仮眠は逆に脳の活性を下げ、また夜の不眠の原因にもなるとも言われている。

## 理想的な昼寝
- 目安としては午後1 - 3時頃が良いとされる。（遅くとると、夜、眠れなくなることがあるため）また、他の研究では、午後3時から5時に昼寝をする方が、午後7時から9時にそうする場合よりも、Sleep Latency（夜眠りにくい状態）を引き起こしにくいとされている。
- 15 - 30分程度が良いとされる。1時間とると、逆に疲労になることがある[1]。（30分以上睡眠をとると、多くの人が深睡眠に入り寝起きが悪くなるため。）Sleep Inertia (昼寝から覚めた時の、倦怠感など）の程度は、睡眠のサイクルのうちのどの段階から起きるかに影響されると考えられており、Slow Wave Sleep (SWS)から起きる場合に起こりやすいと報告されている。

## 昼寝の効用と影響
- 30分以下の昼寝を習慣的にとる人は、それ以外の人に比べてアルツハイマー病にかかる危険性が減るという報告がある[2]。
- 高齢者は昼寝後と前では最大血圧で平均8.6mmHg、最小血圧で平均15.6mmHgも血圧が降下したという報告もあり、生活習慣病予防も期待される[3]。（広島大学）
- 定期的に昼寝をしている人は、脳卒中や高血圧になりやすいことが、2022年米国ハーバード大学医学部で発表された。昼寝そのものが問題なのではなく、夜間の睡眠の質が問題だと考えられている[4]。
- 40分以上の昼寝は、メタボリックシンドロームのリスクを増加させる[5]。

昼寝を行うことにより、事故の予防、学習や仕事の効率（生産性）アップなどが期待できる。このため、学校のほか、職場においても、昼寝の業務時間認定や仮眠スペースの設置などにより、不意の居眠りでなく昼寝を推奨する企業も一部にある。導入企業はリフレッシュ効果を期待しており、昼寝自体や、昼寝可のストレスが少ない状態で社員が交わす会話が新しいアイデアにつながっている。

## 保育施設・教育施設
日本の保育園では園児の昼寝が予定に組まれている場合が多い。
台湾では時間割に昼寝が設定されている小学校もある。